# あなたの隣に誰かいる
『あなたの隣に誰かいる』（あなたのとなりにだれかいる）は、2003年10月7日から12月9日まで毎週火曜日21:00 - 21:54に、フジテレビ系「火曜9時」枠で放送されたテレビドラマ。主演は夏川結衣とユースケ・サンタマリア。

## 概要
脚本の坂元裕二による書き下ろし作品であり、ジャンルは「サスペンスホラー」。
草間五郎役を務めたいかりや長介は放送終了3ヶ月後の2004年3月20日に死去したため、本作が生涯最後のテレビドラマ出演となった。
『ザテレビジョン』などのテレビ情報誌では、週ごとのドラマの内容紹介欄で、物語の内容の都合から内容は載せられないとして、毎週出演者紹介と注釈のみを記載していた（展開や編成上の理由で「未定」として出演者紹介のみ記載されることはあるが、内容を一度も載せない上に注釈つきだったのは希少である）。
本作に出演していた女優である梶芽衣子のファンであった映画監督のクエンティン・タランティーノは自身の監督作品である『キル・ビル』公開時に自身が来日舞台挨拶をする条件として「梶芽衣子と2人で対談する時間を設ける」ことを要求していた。配給会社は梶の承諾を取らずにこの条件を飲んでしまい、本作の撮影中であった梶は本作の撮影期間でありながら配給会社が勝手に承諾したことや本作の撮影に集中していたため怒って断るが、本作のプロデューサーである鈴木吉弘がタランティーノのファンだったため、梶や制作陣に頼んでスケジュールを調整してもらい最終的に対面が実現した。
初回視聴率は13.0%から始まり、ホラーテイストの特殊な連続ドラマでありながら最終回では15.3%を記録した。

## あらすじ
松本梓と松本欧太郎は、父親の残した家を相続し、家族と共に郊外の住宅地の一軒家に引っ越す。その住宅街は奇妙な住人や奇妙なルールで溢れていた。更に、奇妙なことが立て続けに起こり、家庭内にも亀裂が走り始めてしまう。

## 登場人物

### 松本家
松本梓 - 夏川結衣
夫、娘とともに一軒家に引っ越してきた主婦。33歳。結婚前は雑誌モデルをしていたが、現在はすっかり地味な専業主婦となっている。
引越し後、身の周りで不思議な事が次々と起こる。が、それはその一軒家、隣人、そして、梓自身の過去に関係するものであることが徐々に明らかになっていく。浮気した秋月涼子と30年前の澤村数馬の娘とされ、それを恥じた秋月家によって地下室に監禁され、3歳まで暗闇に住む子供として育てられた。異父兄とされる秋月健太を「お兄ちゃん」と呼ぶほど慕っていた模様。数馬が秋月家を殺害した後は地下室から連れ出されて、木曾野神社の黒鳥居に一時身を預けられ、しばらくして北海道美唄市の施設・慈考園に預けられた。ここには25年後に浮気相手となる久遠駿介もいた事が藤城によって判明する。数馬により鈴を連れ去られ、欧太郎ともども殺されかけるが、最終的に1年後の草間によって決着が付けられた。
最終話では新たに引っ越してきた家で隣人の稲葉に挨拶し、彼と彼の妻・欧太郎の浮気相手の濱口琴音に似た女を不安げに見つめて物語は終了する。
松本欧太郎 - ユースケ・サンタマリア
梓の夫。33歳。仲間と共に立ち上げたベンチャービジネスで成功していたが、会社の経営が行き詰まり始めていることを梓には内緒にしている。
松本鈴 - 山田夏海
梓と欧太郎の娘。幼稚園に通っている。5歳。ぜん息を患っている。
欧太郎が半信半疑なのに比べ、澤村は自分の娘と信じきっていたが、助けを呼ぶ鈴の声が遠くにいて届くはずのない欧太郎に届いていた。
松本志摩子 - 梶芽衣子
欧太郎の母。56歳。

### 澤村家
澤村数馬 - 北村一輝
松本家の隣の住人。経営コンサルタントで青い瞳とマッチ棒を3つに折る癖を持ち、5年前の梓の浮気相手である久遠駿介にそっくりな男。32歳。
何かと松本家に付きまとう恐怖の人物であり、何があろうと絶対に死なない連続殺人犯。その正体は蟲姫物語の蟲男。
本性は残忍かつ邪悪で、鈴に対する梓の想いも単なるエゴと自身の行為を棚に上げ、次第に幼稚で自分勝手な理屈や価値観が目立つようになる。
最終話では草間の生と死の問いに対し、「年上に向かってお説教ですか？生と死については何百年も考えてきた。ただ、あなたがこの世界からいなくなった後も僕は居続けるという事です」と返答し、草間が自身に短刀を向けた際も余裕な態度を見せたが、それが自身の弱点である人間の血を染み込ませた蟲切丸だと気付くと恐怖の表情を見せ、その場から逃げようとするが、これまで自身が殺してきた雅夫やサキ達の亡霊に抑えられ、本当の死の恐怖を味わいながら草間に刺された。本体である蟲も耳から逃げようとしたところを草間に踏み潰され、自らの悲しき宿命に終止符を打たれた。
澤村愛子 - 白石美帆
数馬の妻。しかし実際は、借金を肩代わりしてもらう代わりに偽りの夫婦生活を送っていただけであった。24歳。
ドラマの後半で、両親を数馬に殺されたことから数馬と対決することになる。最終話では数馬に殺されてしまうが、愛子が呼んだ警察によって数馬の計画は大幅に狂い、結果的に数馬を倒す因果となった。

### その他
草間五郎 - いかりや長介
元判事。72歳。妻の最期を看取れなかった。過去に起こった秋月一家殺人事件で、自分が死刑判決を下した秋月隆雄の無実を柏木雅夫が発見した写真によって知り、その事件の真相、および松本家の住む家にまつわる謎を解明していく。最終話では蟲男・澤村数馬に対して、「人の死は生きるための糧で死ぬからこそ人は精一杯生きようとする。死ぬ事のないお前など生きてなどいない虫けら」と断じながら、自らの血を染み込ませた蟲切丸を刺し、耳から逃げた本体の蟲も怒りを込めて踏み潰した。その後、星野に聴取されるが、その場でカズエの霊と会って泣き崩れた。
柏木里美 - 佐藤藍子
草間の付き人でフリーライター。行方不明となった父・柏木雅夫の死の真相を探っている。28歳。ホテルカリフォルニアの209号室を拠点に雅夫が捜査していた事件を草間と追っていく内に蟲姫物語の存在を知り、松本家に警告する。最終話では数馬が警官隊に射殺された事を機に事件が明るみに出るが、警察と世間は数馬を稀に見る単なる凶悪犯としか見ず、数馬が起こしてきた過去の事件は偶然と片付けられ、秋月隆雄の無実も証明できず、幼い梓を連れて行く数馬の写真や松本家の地下室のミイラも公表されず、こちらも偽造品や盗難品扱いを受け、雅夫も行方不明のままで、なぜ人々が自分の常識でしか世界を見ようとしない事に嘆いた。それでも最後まで諦めず、事件をノンフィクションとして発表する事を草間に伝え、最後に雅夫の再会を望み心の中で祈った。この祈りが通じて草間はツチハンミョウの箱を持つ雅夫の霊と会い、蟲切丸の切羽を見つけるに至った。
柏木雅夫 - 光岡湧太郎
里美の父。元刑事。現在は行方不明となり、過去に起こった秋月一家殺人事件の真相を追っていた。真相を追うに連れ、60年前と90年前にも霧子村で30年周期の一家殺人事件があった事を発見し、その犯人が人間ではなく、蟲男・澤村数馬である事を確信する。何らかの接触があったのか数馬によって殺害され、自宅も放火で燃やされたが、万が一に備えてホテルカリフォルニアの209号室の床下に捜査資料やメモ、蟲切丸の切羽が入ったツチハンミョウの標本の小箱を隠していた。最終話では自身と同じく、蟲男に殺されたサキ達と共に数馬を抑え、草間の蟲切丸を刺させた。
有島樹里 - 戸田菜穂
梓の親友、雑誌編集者。梓とともに、久遠駿介を海で殺害したという忌まわしい過去を封印している。30歳。欧太郎に熱烈な好意を持ち、内心では梓に嫉妬している。地下室を見つけて梓を閉じ込めるが、数馬にハサミで刺殺される。藤城曰く死んでもいない久遠駿介を死んだと言い続ける事で、梓を追い詰めていた模様。
藤城正毅 - 高知東生
欧太郎の友人であり、精神科医。梓を診療する。35歳。
終盤においてかつての梓と久遠駿介の接点を見つけ、欧太郎に澤村数馬と久遠駿介が同一人物である事を伝えた。
梓が樹里と共謀して久遠駿介を殺害した事や澤村数馬が藍子に焼き殺された事は、精神的な幻覚だが梓にとってはあくまでも現実である事を欧太郎に忠告し、それを理解するよう伝えた他、多かれ少なかれ人間は夢や幻想を現実に重ねて生きる生き物である事を話した。
草間カズエ
草間の妻で最期を看取れなかった。雨の日に黒い服の男と共に「幽霊の自分が見えるか」と草間を訪ねるが、草間が「見えない」と答えると血の涙を流していた。最終話では再び幽霊として現れ、数馬を倒した草間に泣きながら笑顔を見せた。
黒い服の男
6話に登場した黒い帽子と黒い服を着た謎の男。人間ではないらしく、雨の日に草間に幽霊の妻が見えるかと訪ね、草間が見えないと答えると「そうか。ならば用はない」と返しながら消えた。
濱口琴音 - 高樹マリア
欧太郎が経営する会社の社員であり、浮気相手。22歳。ドラマの序盤で何者か（数馬であるかは不明）に殺される。数馬とは何かを話していた。
最終話では彼女に似た稲葉の妻が登場するが、琴音本人なのかは不明。仮にそうなら正体は人間ではない事になるが詳細は最後まで不明。
車田行生 - 火野正平
松本家の向かいの住人。45歳。最終話では里美に「あなたの隣にも誰かいるかもしれませんよ」とドラマのタイトルを言った。
車田美佐江 - 久保田磨希
車田行生の後妻。33歳。
車田真子 - 石田未来
車田行生の前妻の娘。中学生。車田智也の異母姉。
車田智也 - 新井敬祐
車田行生と車田美佐江の子。小学生。車田真子の異母弟。
網川睦子 - 鷲尾真知子
希望が丘町の自治会長。54歳。マダムの様な風貌と喋り方が特徴。引っ越して来たばかりの梓に会う度に親しく接しているが、本心では梓の事を余所者としてあまり快く思っていない模様で、事あるごとに梓が誘いを断ったりした途端に陰で真顔になり、「畜生め」と呟いていた。因みに梓の方も網川達の事を快く思っておらず、最終話では御別れの挨拶の際、仕返しと言わんばかりに「畜生め」と呟いている。
布部サキ - 森康子
左目が白濁した老婆でブツブツ呟きながら町中のゴミを集めているホームレス。ゴミ屋敷に住んでおり、年齢不詳で素性も家族構成も現住所不明で謎が多い。希里が丘町を未だに霧子村と呼んでいる。数馬が起こしてきた事件を日記に記録しており、霧子村の民話・蟲姫物語の真相も知っていて、事件を予期して食い止めるために松本家を蟲が憑いた家、梓を禍々しき蟲を連れてきた蟲憑き女、数馬と浮気した際は蟲と交わりし蟲の女と呼ぶなど、わざと嫌がらせをして町を出ていくよう警告していたが、数馬によって殺害される。最終話では草間に数馬を刺させるために柏木雅夫を含んだ亡霊達と共に数馬を抑えた。
三好卓朗 - 木下ほうか
妻・文子との夜の営みを写真に撮って投稿する趣味があり、その写真を持ち歩いている。7話では里美に霧子村の民話である蟲姫物語の事を教えた。
三好文子 - 山口香緒里
卓郎の妻。希里が丘町の出身ではなく、夜にゴミ出しをしていたところを梓に見つかり、見逃してもらってから、異常な好意を梓に持つようになる。
星野智嗣 - 柏原崇
神奈川県公安委員会神奈川県警察本部所属の刑事。草間を信頼し、手助けする。最終話では蟲男や蟲姫物語の話を信じず、草間本人を信じて木曾野神社に警官隊を要請して数馬を射殺させた。1年後、数馬を刺した草間の行為を信じられず、草間を聴取した。
井伏次郎 - 児玉謙次
元村長。過去の一家殺人事件の真相について多くを語ろうとしない。実は秋月涼子が澤村数馬と浮気していた事を知っていた他、井伏自身も幼い頃に60年前の澤村数馬を目撃しており、まったく年を取らない数馬を化け物と恐れていた。
久遠駿介 - 北村一輝
梓が5年前、付き合っていた浮気相手で樹里と共に海で殺害したとされる男。マッチ棒を3つに折る癖がある。梓に対しては「なぜ愛を捨てた」として異常なストーカー行為を行っていた。船の上で樹里にスタンガン、梓にスパナで殴られるが実際は大怪我をしただけで生きていた模様。
梓が鈴の本当の父親ではないかと怯えていた人物でもある。後に藤城の調査で澤村数馬と同一人物である事が判明する。
自身と同じ北海道の施設に預けられた梓に好意を寄せていたが、想いは告げられず放火騒ぎを起こして施設を飛び出し、消息不明となっていた。
藤城には梓を追いかけるために蟲姫物語に自分を同化させ、現実を自分が作った世界に変えていくために様々な物語を必要とし、他人がそれを犯罪と言おうと自身には無関係としていた悲しい人物と評された。
秋月涼子 - 夏川結衣
梓の母。享年35。郵便局勤務。かなりの美人で霧子村の男達からは好意を寄せられており、柏木の捜査メモによれば山口慶太という村民が彼女を寝取ろうしたが、秋月隆雄が殴って怪我を負わせて阻止したとされる。1973年に当時の澤村数馬と不倫して梓を産むが、12月9日に数馬によって一家ともどもガソリンをかけられ、生きたまま焼き殺される。劇中では梓の前に健太と共に幽霊として現れる。
秋月隆雄
涼子の夫で眼鏡を着用。享年35。自営業。霧子村の出身ではなく、井伏次郎によれば酒癖が悪く、村民からも嫌われ、度々家庭内暴力を振るっていた人物とされている。妻・涼子の浮気を恥じて健太の異父妹である梓を自宅の地下室に監禁していた。数馬に秋月一家惨殺の罪を着せられ、草間に死刑判決を下されてしまう。事件当時の新聞記事によると判決時に「俺は無実だ。信じてくれ。この世にはあんた達の知らない世界があるんだ。俺は本物の悪魔（蟲男）を見たんだ」と叫び、法廷内を一瞬騒然とさせたが、後日、獄中で鉄格子を使った首吊り自殺を図り獄中死した。後に長野県の木曾野神社の焼納祭に、事件当日に行っていたアリバイを証明する写真を柏木刑事によって発見され、これを見た草間を後悔させた。梓の父親が数馬で正体が化け物である事も知っていたらしく、木曾野神社に行っていた理由は不明だが、草間が欧太郎に見せた秋月隆雄の写真や梓の記憶と鈴が描いた絵から、この場所が蟲の巣である事が判明する。
秋月健太
梓の異父兄。享年5。霧子小学校1年生。時折、母の涼子と共に幽霊として梓の前に現れる。
秋月重蔵
秋月隆雄の父で健太の祖父。享年60。
秋月昌江
秋月隆雄の母で健太の祖母。享年58。
菅谷 - 谷津勲
不動産屋。欧太郎に父が残したとされる家を紹介した。実は数馬が梓達を呼び寄せて、殺害するために用意した蟲憑きの家である事が判明する。
光恵 - かとうあつき
タクママと呼ばれている。
法子 - 菊田由美子
ナオママと呼ばれている。
由里 - 中坪由起子
ワタママと呼ばれている。
数馬を抑えた亡霊達
最終話で草間の蟲切丸を刺させるために柏木雅夫、布部サキと共に数馬を抑えた老若男女の亡霊達で8人いる。
いずれも蟲男の数馬に殺害されたとされ、いつ殺害されたかは不明だが、草間、柏木、サキを含めた11人で蟲に終止符を打った。
近所の住人 - 桜井幸子（最終話）
新しく引っ越してきた松本家に挨拶した。
捜査本部部長 - 本田博太郎（最終話）※友情出演
草間が刺殺した男の指紋が1年前に警官隊によって射殺された澤村数馬の指紋と一致したという部下の報告を「そんな事あるわけないだろ！」と何かの間違いであると一蹴し、笑いながら鑑定結果の書類をクシャクシャに丸め、ゴミ箱に投げ捨てた。
稲葉 - 役所広司（最終話）
最終話で、松本一家が新たに引っ越した家の隣に引っ越してきた人物。琴音にそっくりな妻を持つ。この人物と彼の妻を不安げに見つめる梓をラストに物語は終了する。

## 補足
澤村数馬
不死身の連続殺人鬼・澤村数馬の正体は、話の中に出てくる蟲姫物語の虫の人間本人であり、追っている草間よりも年上であるが、老けることはなく、死ぬこともない。
このため、目を閉じて海の波の音を聞きながら自身の心を記憶の中の海に浸し、「人が死ぬのは心臓と脳が止まる時ではなく忘れられた時で、愛した者の事を覚えていればその者はいつまでも生き続け、記憶の中でいつでも会えるから肉体の死は少しだけのさよなら」という歪んだ命の価値観を持ってしまっている。その実体は本当の愛を知らず、それを永遠に理解できない悲しい存在でしかない。室町時代の大永元年（1521年）から平成15年の30年周期で長年、手に入らない本当の愛のために姫の子孫と子供を作っては殺し続けてきた。今回の目的は、梓との間に子供をつくり、松本家を惨殺し、梓を家の地下にある棺桶に入れ、子供はどこかの施設に預ける事であった。しかし、欧太郎の行動などにより阻まれる。
人体の部分（数馬）が著しく攻撃されると、本体の蟲がその耳から出てくる。警官隊の銃撃で蜂の巣になってもすぐ元の姿に蘇るなど、その不死身ぶりを劇中で見せたが、唯一の弱点は人間の血で、血を染み込ませた「蟲切丸」という切羽を填めた短刀で刺す事が、数馬を殺す唯一の手段である。
蟲姫物語
霧子村の民話で、ある城の美しい姫に身分違いの恋をした貧しい男は蟲になって姫に近づこうとするが、姫の夫となる男に踏み潰され、男が人間に戻っていた時には長い歳月で姫は死んでいた。愛する姫を失った蟲の男は、姫の娘・雪姫を姫の生まれ変わりと信じ、娘が成人するのを待ち、手をかけて子供を作るが、それでも本当の愛は手に入らない。年をとらず、死なず、呪われた命を持った男は、娘を愛し、子供を作っては娘を殺し、間にできた子供を愛し、これを482年と行ってきた。娘たちを愛することで、姫との永遠の愛を手に入れようとした。
この話に久遠駿介も見入っていた。この男こそが、澤村数馬である。ただし、幼い梓を連れ去った数馬と同じ顔の男も存在しており、藤城はこの人物を久遠駿介の父親だと推測しているが真相は不明。この蟲姫物語が記された古い本もあり、松本家（旧秋月邸）の地下室にあった他、布部サキもこれを所持していた。また姫自身は自分に恋した男を、夫が踏みつけた単なる虫としか認識しておらず、男の存在そのものも知らない事になる。
最初の蟲の人間
霧子村に住んでいた貧しい農民の男で、ある城の美しい姫を見て恋をしてしまい、身分の差から近づく事も許されなかった。ある時、姫を想うあまりに1匹の蟲（ツチハンミョウ）になってしまい、姫の祝言の夜に想いを遂げようと姫の寝床に入るが、夫となる男に見つかって踏みつけられてしまう。恋に敗れて踏み殺された男は再び人間に戻るが、長い歳月で姫が死んでいた事を知り、姫の墓の前で嘆き悲しんだ。一方的に歪んだ愛情を持った男はやがて暴走して成人した姫の娘・雪姫を無理やり手にかけて子供を作らせるなどしたが、本当の愛が手に入るはずもなく、雪姫を殺害してしまう。こうして呪われた男は呪われた不老不死の命を与えられてしまい、絶対に手に入らない愛を求めて悲しい狂気の連鎖を繰り返していく。
澤村数馬の正体とされる人物であるが、現在の数馬と比べてかなり異なる点があり、顔も容姿端麗な数馬と同じだったかも不明。蟲が木曾野神社の黒鳥居では神として祀られていた事から、蟲とこの人物の関連にも不明な点が多い。久遠駿介はこの人物と自分を重ね、同化させていった。
雪姫
蟲の人間が恋をした姫の娘で、布部サキや松本家の地下室にあった蟲姫物語の本によれば無理やり犯されて蟲の子供を宿らされたとされている。室町時代の大永元年1521年に殺されて、死体は松本家の地下室の棺桶にコレクションとして保管されていた。これ以降の482年間、蟲男・澤村数馬は姫の子孫に自分の子供とされる娘を生ませては殺害し、その数だけの家族も殺害してきた。
蟲（ツチハンミョウ）
蟲男・澤村数馬の正体で外見はツチハンミョウに似ている。上記の蟲姫物語によれば姫に恋をした男が姫を想うあまり、この蟲になったとされるが、これが事実であるかは不明で、これ以外にも一部の設定には曖昧な点が多い。蟲の巣とされる木曾野神社の黒鳥居には姫と巨大な蟲が描かれた絵があり、このことから神としても祀られていた模様。人間として暗躍するための蟲男の身体が致命傷を負うと耳から脱出するなどしていたらしいが、火葬されても何らかの方法で身体を再生させていた。また、この蟲を倒すために蟲切丸という切羽も作られており、最終話では柏木雅夫が手に入れていた切羽を草間が短刀に填めて使用し、数馬の耳から脱出してきた蟲を踏み潰すに至った。邪悪で悪しき存在である事は間違いないが、自身を清める人間の血と蟲切丸の前ではゴミクズのごとき矮小な虫けらでしかしない。
蟲切丸
最終話に登場した短刀に填め、刃に清めた人間の血を染み込ませて蟲男を殺す事ができる切羽。誰がいつ作ったか不明で、柏木雅夫によってどこからか発見され、ツチハンミョウの標本が入った木箱の底に隠されていた。標本の木箱の底には赤い三角と「悪しき血を清める」という文字が描かれており、雅夫の亡霊によってこれを発見した草間は澤村数馬と蟲を倒すことに成功した。
希里が丘町
神奈川県石鍋市（架空）にあるドラマの舞台にして蟲姫物語の民話が伝わる町でかつては霧子村という地名だった。蟲男が姫に恋をして以来、482年間の30年周期で惨殺事件が起きていた。
松本邸
旧秋月邸。当初は欧太郎の父が残したとされる家と思われていたが、実際は数馬が松本家を殺害して鈴を連れ去り、梓をコレクションとして保管するために用意した蟲憑きの家。30年前の1973年に秋月家、60年前の1944年、90年前の1912年に当時の一家が数馬に殺害された場所でもある。数馬が自分の子供であるとされる姫の子孫のミイラを棺桶に入れてコレクションとして保管する地下室もあるが、ここを見つけた秋月家は梓を3歳まで監禁して育てた。また数馬が出入りできるよう、隣の澤村家と繋がっている。
木曾野神社
長野県にある神社で年に一度、焼納祭が行われ、秋月隆雄は事件当日にこの場所にいた写真が撮られた事でアリバイが証明された。
山中には蟲の巣である黒鳥居がある。
黒鳥居
f0年前に梓、今回で鈴が数馬に連れ去られ、監禁された蟲の巣とされる神社。誰がいつ、どのような目的で建てたかは詳細不明。鈴自身はここに行った事がないにも関わらず、この神社の絵を描いており、これが手がかりとなった。境内には姫と巨大な蟲が描かれた絵が祀られており、蟲が神として崇拝されている。

## スタッフ
- 脚本：坂元裕二
- 演出：林徹、成田岳、葉山浩樹
- 音楽：石田勝範
- 主題歌
  - B'z「アラクレ」（作詞 - 稲葉浩志 / 作曲 - 松本孝弘 / 編曲 - 松本孝弘・稲葉浩志・徳永暁人）
- 挿入歌
  - TAK MATSUMOTO feat.稲葉浩志「勝手にしやがれ」
  - TAK MATSUMOTO feat.ZARD「異邦人」※第4話のみ
- プロデュース：鈴木吉弘

## 放送日程
| 各話                                              | 放送日   | サブタイトル              | 視聴率 |
| ------------------------------------------------- | -------- | ------------------------- | ------ |
| 第1話                                             | 10月7日  | 死者ノ住ム町              | 13.0%  |
| 第2話                                             | 10月14日 | 恐怖ノ隣人                | 11.6%  |
| 第3話                                             | 10月21日 | 隣の夫との禁断の関係      | 10.8%  |
| 第4話                                             | 10月28日 | 悪魔ノ誘惑                | 10.0%  |
| 第5話                                             | 11月4日  | 情事ノ代償                | 12.2%  |
| 第6話                                             | 11月11日 | 家庭崩壊                  | 11.0%  |
| 第7話                                             | 11月18日 | 父と娘の絆                | 13.7%  |
| 第8話                                             | 11月25日 | もう一度、家族に戻りたい… | 13.9%  |
| 第9話                                             | 12月2日  | 蟲男の正体                | 13.1%  |
| 最終話                                            | 12月9日  | 大逆転!!                  | 15.3%  |
| 平均視聴率・12.5%（ビデオリサーチ調べ・関東地区） |          |                           |        |

- 初回は10分拡大で放送。